# Gnetum
Gnetum er den eneste slægt i sin familie, Gnetaceae, og orden, Gnetales. Den er således ikke nært beslægtet med nogen anden slægt. Slægten er udbredt med flere end 30 arter i de tropiske egne af verden, og de er hovedsageligt består af tropiske træer, buske og lianer.
Mange arter af Gnetum er spiselige, f.eks. kan frøene ristes eller bladene bruges som grøntsag.
| Arter |

- Gnetum africanum
- Gnetum buchholzianum
- Gnetum costatum
- Gnetum gnemon
- Gnetum montanum
- Gnetum nodiflorum
- Gnetum paniculatum
- Gnetum scandens
- Gnetum schwackeanum
- Gnetum urens
- Gnetum venosum